# SpaceX CRS-21
SpaceX CRS-21, також відома як SpX-21 — двадцять перша місія вантажного космічного корабля Dragon до Міжнародної космічної станції, яку запущено 6 грудня 2020 року. Перший запуск ракети-носія компанії SpaceX в рамках контракту Commercial Resupply Services з компанією НАСА. Вперше запуск здійснено за допомогою вантажного корабля нового покоління Dragon 2.

## Корисне навантаження та його подальше використання
Корабель доставив до МКС 2972 кг вантажу, з яких 1882 кг у герметичному відсіку:
- продукти харчування та речі для екіпажу — 364 кг
- матеріали для наукових досліджень — 953 кг
- обладнання для виходу у відкритий космос –120 кг
- обладнання і деталі станції — 317 кг
- комп'ютери та комплектуючі — 46 кг
- російський вантаж — 24 кг.

Наукове обладнання для подальшого проведення експериментів:
- Bishop Airlock — комерційний повітряний модуль, розроблений компанією Nanoracks. Це буде металева конструкція у формі ковпака на зовнішній поверхні станції.
- BioAsteroid — установка, за допомогою якої буде здійснюватися експеримент з видобутку корисних копалин з метеоритів та інших космічних об'єктів.
- HemoCue — прилад для підрахунку кількості лейкоцитів в умовах гравітації.
- The Brain Organoid experiment — експеримент із дослідження діяльності головного мозку людини.
- Cardinal Heart — дослідження реакції тканин серця на лікарські препарати в умовах мікрогравітації.
- Subsa-Brains вивчатиме вплив мікрометеоритів і космічного сміття та шкоду, яку вони можуть заподіяти, а також процес відновлення матеріалів методами пайки.
- Three-Dimensional Microbial Monitoring — це проект, який має на меті побудувати тривимірну карту бактерій та інших метаболітів, які є в різних частинах МКС, та визначити, як умови космічного польоту впливають на різні ідентифіковані види.

## Хід місії
Запуск здійснено 6 грудня 2020 о 16:17:08 (UTC). Перший ступінь ракети після запуску успішно повернувся на Землю (на плавучу баржу).
7 грудня о 18:40 (UTC) корабель успішно пристикувався до МКС. Стикування відбувалось в автоматичному режимі під контролем американських космонавтів 64-ї експедиції. Це був перший випадок автоматичного стикування корабля SpaceX та перший випадок, коли до МКС одночасно пристиковано два кораблі Dragon 2.
12 січня 2021 корабель було відстиковано від МКС під керівництвом космонавтів 64-ї місії. Вперше від'єднання було здійснено самостійно, без використання крана-маніпулятора Канадарм2. 14 січня о 01:26 (UTC) корабель успішно повернувся на Землю — приводнення відбулося в Мексиканській затоці неподілік Флориди. Він доставив на Землю 2002 кг вантажу з результатами наукових експериментів.

## Галерея

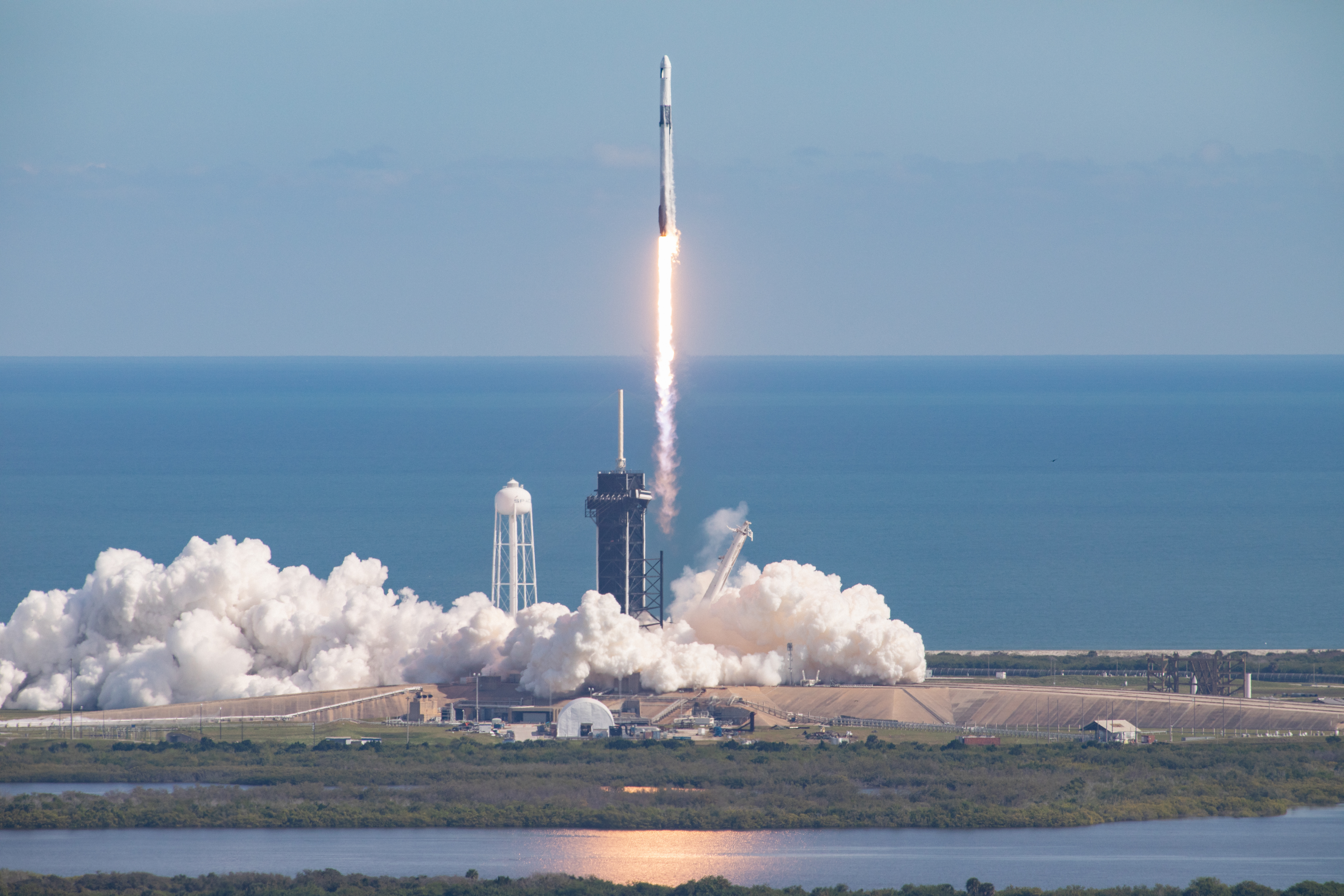
Запуск корабля